# Малокабардинский канал
Малокабарди́нский кана́л — оросительный канал, передающий воду из реки Терек в сельскохозяйственные угодья Терского района Кабардино-Балкарии и Моздокского района Северной Осетии, для их дополнительного орошения. Является главной артерией Мало-Кабардинской оросительной системы (МКООС).

## Характеристики
Сооружение состоит из бетонной водосливной плотины, левобережной оградительной дамбы и расположенных на правом берегу реки приёмных устройств магистрального канала. Водосливная плотина имеет длину 289 метров и создает подпор 2,59 м. Длина — 56 км.
Порог промывника расположен ниже гребня плотины на 2,66 метра. Порог водозабора приподнят над порогом промывника на 1,53 метра, напор на пороге водозабора составляет 1,13 метра. За водозаборным отверстием расположен криволинейный отстойник длиной 30 метров и шириной 22 метра, с вертикальными боковыми стенками из бетона и уклоном дна 0,00125. Криволинейная часть отстойника выполнена с радиусом закругления 40 метров. В правой стенке отстойника размещен водоприемник в оросительный канал. Водоприемник выполнен в виде водослива из 16 отверстий, каждое шириной по 2,5 м. Подача воды в канал регулируется отпускным плоским затвором, расположенным в каждом отверстии по стенке отстойника. Все 16 затворов приводятся в действие одновременно одним подъемником, установленным в середине пролёта водоприемника.
Магистральный канал был построен на первую очередь освоения с пропускной способностью в головной части 11,5 м³/с и в концевой — 2,5 м³/с. Сооружения на канале были выполнены на перспективную пропускную способность 24 м³/с в головной части и 14 м³/с у Курпского акведука.

## Географическое положение
Канал берёт своё начало у посёлка Джулат, с правого берега реки Терек. Далее канал идёт на восток вдоль северного подножья Арикского хребта (западный отрог Терского хребта). Протяжённость канала от головного сооружения на реке Терек до акведука реки Курп составляет 32,2 км. Высота устья — 128 м над уровнем моря.
У села Акведук канал протянут над глубокой долиной реки Курп и дальше попадая на территорию Моздокского района тянется на северо-восток, отдаляясь от подножья Терского хребта.
К западу от села Киевское, Малокабардинский канала впадает в озеро Киевское, которое расположено в долине реки Терек.

## История
Мало-Кабардинский магистральный канал был построен в 1927—1929 годах, с целью обводнения и орошения Мало-Кабардинского округа КБАССР и в перспективе Надтеречной плоскости ЧИАССР.
Освоение Мало-Кабардинской оросительной системы (МКООС) с самого начала эксплуатации оказалось неблагоприятным по целому ряду причин, так как начиная с 9-го километра трасса канала входит в зону просадочных грунтов.
После пуска магистрального канала на нём и почти на всей построенной системе стали появляться большие просадки, достигавшие двух метров. Просадки вдоль магистрального канала наблюдались в зоне, примерно до 80-100 метрах по обе стороны от канала. В результате просадок возникали озёровидные расширения русла канала, перемежающиеся с участками более-менее правильной формы.

## Связанные каналы
С Малокабардинским каналом связаны также несколько водоканалов, входящих в Мало-Кабардинскую оросительную систему (МКООС). В головной части Малокабрдинского канала с ним смыкается Тамбовский канал, а также канализированное русло реки Куян, который пересекает Малокабардинский канал в районе села Опытное.
Выше села Нижний Малгобек из Малокабардинского канала выходит ветка — Надтеречный канал, который идёт дальше на восток до села Мекен-Юрт. А ниже села Кизляр из Малокабардинского канала выходят ветки — Первый Кизлярский канал и Второй Кизлярский канал, которые далее тянутся на восток и впадают в искусственные пруды в районе села Октябрьское.

## Населённые пункты
Вдоль основной артерии Малокабардинского канала расположены населённые пункты — Джулат, Красноармейское, Опытное, Куян, Малый Терек, Ново-Хамидие, Акведук, Нижний Малгобек, Кизляр и Киевское.